# Hangnjoul állomás
Hangnjoul (Hangnyeoul) állomás a szöuli metró 3-as vonalának állomása Szöul Kangnam-ku (Gangnam-gu) kerületében.

## Viszonylatok
| 3-as vonal                          | 3-as vonal | 3-as vonal                             |
| ----------------------------------- | ---------- | -------------------------------------- |
| Tecshi (Daechi) Tehva (Daehwa) felé | fő vonal   | Tecshong (Daecheong) Ogum (Ogeum) felé |